# Raymond Fernandez
Raymond Fernandez (ur. 17 grudnia 1914 na Hawajach, zm. 8 marca 1951) – seryjny morderca, razem z kochanką Marthą Beck zamordował około 20 kobiet. Udowodniono obojgu jedynie trzy zabójstwa.
Fernandez był początkowo drobnym oszustem matrymonialnym. W latach 40. XX wieku w Stanach Zjednoczonych było o milion więcej kobiet niż mężczyzn (skutek II wojny światowej). Wiele samotnych lub owdowiałych pań poszukiwało mężów. Początkowo Raymond uwodził swoje ofiary jedynie dla pieniędzy. Wzbudzał zaufanie, dawał poczucie bezpieczeństwa, obiecywał małżeństwo, a potem okradał i znikał bez słowa. Żadnej z kobiet nie zrobił jednak fizycznej krzywdy. Wszystko się zmieniło, gdy poznał Marthę Beck.
Para ta przypadła sobie do gustu i wkrótce zostali kochankami. Fernandez miał do Marthy bezgraniczne zaufanie, szybko zdradził jej, jakiego rodzaju "interesami" się zajmuje. Wtedy to Beck podsunęła mu nowy pomysł – namówiła Fernandeza, by nie poprzestawał na wyłudzaniu od naiwnych kobiet ostatniego grosza, lecz mordował je. Stwierdziła też, że Raymond może liczyć na jej pomoc. I tak wspólnie oszukiwali niczego nieświadome kobiety, które chciały znaleźć męża. Rola Marthy polegała na tym, że udawała siostrę Raymonda.
W ciągu dwóch lat swojej działalności kochankowie zabili co najmniej dwadzieścia kobiet, chociaż udowodniono im jedynie trzy zabójstwa. Tyle wystarczyło, aby skazać ich na karę śmierci. Liczba dwudziestu ofiar nie jest jednak przypadkowa. Właśnie tyle kobiet zniknęło tuż przed ślubem z narzeczonym poznanym w jednym z biur matrymonialnych.
Na trop zabójców policja wpadła w 1948 roku. Wtedy to Raymond i Martha zamieszkali w domu Delphine Dowling. Kobieta była młodą wdową, która odziedziczyła po mężu spory majątek i piękny dom. Mieszkała w nim tylko z dwuletnią córeczką. Raymond oświadczył się kobiecie i ta wkrótce zaproponowała mu i jego "siostrze", aby zamieszkali w jej posiadłości. Niedługo potem pani Dowling zniknęła. Zaginięcie zgłosili jej znajomi. Funkcjonariusze udali się do domu kobiety i zastali tam jedynie Raymonda i Marthę. Ci udali zaniepokojonych zniknięciem pani Dowling. Twierdzili, że sami właśnie mieli udać się na policję. Funkcjonariusze jednak podeszli sceptycznie do tłumaczeń "rodzeństwa" i postanowili przeszukać dom. W piwnicy odkryto świeżo wylany cement. Wzbudziło to ich podejrzenia. Gdy zaczęli kuć podłogę, okazało się, że w środku są dwa ciała – właścicielki domu i jej małej córeczki. Para została aresztowana.
Funkcjonariusze sądzili, że Raymond i Martha zamordowali jedynie D. Dowling, ale z nieznanych przyczyn Martha wyjawiła prawdę o innych zbrodniach. Kobieta nie zdawała sobie sprawy, że w ten sposób skazuje siebie i swojego kochanka na karę śmierci.
22 sierpnia 1949 roku Raymond Fernandez i Martha zostali skazani na śmierć na krześle elektrycznym. W więzieniu oboje godzinami opowiadali innym osadzonym o swojej wielkiej miłości. Nawet prowadzeni na śmierć, wymieniali czułe spojrzenia. Wyrok wykonano 8 marca 1951 roku.